# آودیس گیدانیان
آودیس گیدانیان (ارمنی: Աւետիս Կիտանեան زاده ۲۱ نوامبر ۱۹۶۶) سیاستمدار ارمنی‌تبار اهل لبنان که در کابینه سعد حریری سمت وزارت جهانگردی لبنان را برعهده دارد. او از اعضای حزب فدراسیون انقلابی ارمنی است. وی متأهل و صاحب دو فرزند است. گیدانیان در رشته فیزیک از دانشگاه لبنان فارغ‌التحصیل شده‌است.